# USS Drum (SSN-677)
Pour les autres navires du même nom, voir USS Drum.
L’USS Drum (SSN-677) est l'un des 37 sous-marins nucléaires d'attaque de la classe Sturgeon, en service de 1967 à 2004 dans l’United States Navy.

## Histoire
En avril 1981, après avoir percuté un sous-marin soviétique de la classe Victor III, le sous-marin se fait poursuivre par une bonne partie de la marine soviétique : la flotte rouge. Mais il réussit à y échapper après maintes péripéties[Lesquelles ?].
La mission de ce sous-marin était de prendre des photos de renseignements stratégiques pour la NSA. Un plongeur de combat et photographe nommé William Craig Reed raconte son histoire dans un livre.